# Hoa hậu Quý bà Thế giới
Đừng nhầm lẫn với Hoa Hậu Thế Giới (Miss World)
Hoa hậu Quý bà Thế giới (tiếng Anh: Mrs. World) là cuộc thi sắc đẹp quốc tế được tổ chức dành cho những phụ nữ đã lập gia đình và thành đạt trong công việc. Cuộc thi này dựa trên cuộc thi Hoa hậu Quý bà Mỹ. Từ năm 1984 đến năm 1987, cuộc thi được gọi là Hoa hậu Quý bà Phụ nữ của Thế giới và được đổi thành Hoa hậu Quý bà Thế giới vào năm 1988. Trong những năm qua, Quý bà Thế giới đã trở thành cuộc thi cho những người phụ nữ đã kết hôn lớn nhất thế giới và có sự góp mặt của các giám đốc ở 80 quốc gia.
Đương kim Hoa hậu Quý bà Thế giới 2021 là cô Sargam Koushal đến từ Ấn Độ. Cuộc thi năm 2022 được tổ chức vào tháng 12 năm 2022 tại Las Vegas, Hoa Kỳ.

## Danh sách các hoa hậu
| Năm  | Quốc gia    | Hoa hậu                  | Nơi tổ chức               | Số lượng |
| ---- | ----------- | ------------------------ | ------------------------- | -------- |
| 2022 | Ấn Độ       | Sargam Koushal           | Las Vegas, Nevada, Hoa Kỳ | 64       |
| 2021 | Hoa Kỳ      | Shaylyn Ford             | Las Vegas, Nevada, Hoa Kỳ | 58       |
| 2020 | Ireland     | Kate Schneider           | Las Vegas, Nevada, Hoa Kỳ | 51       |
| 2020 | Sri Lanka   | Caroline Jurie           | Las Vegas, Nevada, Hoa Kỳ | 51       |
| 2019 | Việt Nam    | Jennifer Lê              | Las Vegas, Nevada, Hoa Kỳ | 35       |
| 2018 | Hồng Kông   | Alice Lee Giannetta      | Johannesburg, Nam Phi     | 35       |
| 2017 | Peru        | Guiliana Miryam Zevallos | Incheon, Hàn Quốc         | 36       |
| 2016 | Nam Phi     | Candice Abrahams         | Đông Hoản, Trung Quốc     | 46       |
| 2014 | Belarus     | Marina Alekseichik       | Maryland, Hoa Kỳ          | 35       |
| 2013 | Hoa Kỳ      | Kaley Sparling           | Quảng Châu, Trung Quốc    | 39       |
| 2011 | Hoa Kỳ      | April Lufriu             | Orlando, Florida, Hoa Kỳ  | 56       |
| 2009 | Nga         | Victoria Radochinskaya   | Vũng Tàu, Việt Nam        | 78       |
| 2008 | Ukraine     | Natalia Shmarenkova      | Kaliningrad, Nga          | 42       |
| 2007 | Hoa Kỳ      | Diane Tucker             | Sochi, Nga                | 30       |
| 2006 | Nga         | Sofia Arzhakovskaya      | Sankt-Peterburg, Nga      | 34       |
| 2005 | Israel      | Sima Bakahr              | Aamby Valley, Ấn Độ       | 41       |
| 2003 | Thái Lan    | Suzanna Vichinrut        | Las Vegas, Nevada, Hoa Kỳ | 38       |
| 2002 | Hoa Kỳ      | Nicole Brink             | Las Vegas, Nevada, Hoa Kỳ | 38       |
| 2001 | Ấn Độ       | Aditi Govitrikar         | Las Vegas, Nevada, Hoa Kỳ | 35       |
| 2000 | Hoa Kỳ      | Starla Stanley           | Honolulu, Hawaii, Hoa Kỳ  | 35       |
| 1999 | Hoa Kỳ      | Starla Kay Stanley       | Jerusalem, Israel         | 46       |
| 1995 | Costa Rica  | Marisol Soto de Volio    | San José, Costa Rica      | 32       |
| 1989 | Peru        | Lucila Boggiano          | Las Vegas, Nevada, Hoa Kỳ | 39       |
| 1988 | Hoa Kỳ      | Pamela Nail              | Honolulu, Hawaii, Hoa Kỳ  | 33       |
| 1987 | New Zealand | Barbara Riley            | San José, Costa Rica      | 40       |
| 1986 | Colombia    | Astrid de Navia          | Honolulu, Hawaii, Hoa Kỳ  | 32       |
| 1984 | Sri Lanka   | Rosy Senanayake          | Brisbane,Queensland, Úc   | 32       |

## Thành tích của các nước
Dưới đây là số lần đăng quang theo quốc gia tính đến 2021:
| Quốc gia/Lãnh thổ | Số lần | Năm                                            |
| ----------------- | ------ | ---------------------------------------------- |
| Hoa Kỳ            | 8      | 1988, 1999, 2000, 2002, 2007, 2011, 2013, 2021 |
| Ấn Độ             | 2      | 2001, 2022                                     |
| Sri Lanka         | 2      | 1984, 2020                                     |
| Peru              | 2      | 1989, 2017                                     |
| Nga               | 2      | 2006, 2009                                     |
| Ireland           | 1      | 2020                                           |
| Việt Nam          | 1      | 2019                                           |
| Hồng Kông         | 1      | 2018                                           |
| Nam Phi           | 1      | 2016                                           |
| Belarus           | 1      | 2014                                           |
| Ukraine           | 1      | 2008                                           |
| Israel            | 1      | 2005                                           |
| Thái Lan          | 1      | 2003                                           |
| Costa Rica        | 1      | 1995                                           |
| New Zealand       | 1      | 1987                                           |
| Colombia          | 1      | 1986                                           |

## Danh sách đại diện Việt Nam
| Năm  | Tên                  | Danh hiệu quốc gia                    | Quê quán                  | Thứ hạng       | Giải thưởng đặc biệt    |
| ---- | -------------------- | ------------------------------------- | ------------------------- | -------------- | ----------------------- |
| 2005 | Đoàn Thị Kim Hồng    | -                                     | Thành phố Hồ Chí Minh     | Không đạt giải | Mrs Congeniality        |
| 2008 | Nguyễn Diệu Hoa      | Hoa hậu Toàn quốc Báo Tiền Phong 1990 | Hà Nội                    | Top 5          | Không                   |
| 2009 | Hoàng Thị Yến        | Hoa hậu Quý bà Việt Nam 2009          | Thành phố Hồ Chí Minh     | 2nd Runner-up  | Không                   |
| 2009 | Nguyễn Thị Thu Hà    | Á hậu Quý bà Việt Nam 2009            | Bà Rịa – Vũng Tàu         | Không đạt giải | Không                   |
| 2011 | Nguyễn Thu Hương     | Hoa khôi Thể thao Việt Nam 1995       | Hà Nội                    | 2nd Runner-up  | Không                   |
| 2013 | Trần Thị Quỳnh       | Hoa hậu Thể thao Việt Nam 2007        | Hải Phòng                 | Top 6          | Không                   |
| 2014 | Nguyễn Thị Ngọc Diễm | -                                     | Trà Vinh                  | Không đạt giải | Mrs Best Body World     |
| 2016 | Trần Thị Diễm Trang  | -                                     | Thành phố Hồ Chí Minh     | Không đạt giải | Best National Costume   |
| 2017 | Trần Xuân Thủy       | -                                     | Thành phố Hồ Chí Minh     | Top 5          | Best National Costume   |
| 2018 | Trần Thị Thu Hạnh    | -                                     | Hà Nội                    | Top 12         | Không                   |
| 2019 | Jennifer Lê          | Hoa hậu Việt Nam Toàn cầu 2007        | Las Vegas, Nevada, Hoa Kỳ | Mrs World      | Best National Costume   |
| 2020 | Bùi Uyên Vi          | Hoa hậu Quý bà Việt Nam Thế giới 2019 | Washington, Hoa Kỳ        | Không đạt giải | Best National Costume   |
| 2021 | Nguyễn Mỹ Linh       | -                                     | Colorado, Hoa Kỳ          | Không đạt giải | Top 7 Mrs Fabulous Face |
| 2022 | Nguyễn Thị Bích Hạnh | Hoa hậu Quý bà Việt Nam 2022          | Ninh Thuận                | Không đạt giải | Không                   |
| 2023 | Vương Kim Hằng       | -                                     | Thành phố Hồ Chí Minh     | Không đạt giải | Không                   |